# Le Mesnil-Benoist
Pour les articles homonymes, voir Mesnil et Benoist.
Le Mesnil-Benoist est une ancienne commune française, située dans le département du Calvados en région Normandie, peuplée de 49 habitants.

## Géographie
La commune est située en Bocage virois, entre Landelles-et-Coupigny, à 2,5 km au nord, et Mesnil-Clinchamps, à 2 km au sud. L'atlas des paysages de la Basse-Normandie la place au cœur de l'unité du Bassin de Vire caractérisée par « un ancien bocage fortement dégradé par les mutations agricoles » et un « habitat dispersé […] de schiste aux toits d’ardoise ». Couvrant 262 hectares, son territoire est le moins étendu du canton de Vire.
Le petit bourg borde la route départementale 185 qui relie Landelles-et-Coupigny et Mesnil-Clinchamps. Le sud du territoire est traversé par la D 295 permettant de joindre Le Mesnil-Caussois et Saint-Sever-Calvados au sud-ouest, et Coulonces et Étouvy à l'est.
Le Mesnil-Benoist est dans le bassin de la Vire, pour la quasi-totalité du territoire par son sous-affluent la Cunes, un affluent de la Drôme. La Cunes délimite le territoire de celui de Landelles-et-Coupigny à l'ouest. Seule une petite portion de la colline culminante déverse ses eaux vers la Brévogne, toute proche au sud.
Le point culminant (166/167 m) se situe à l'est. Le point le plus bas (87 m) correspond à la sortie de la Cunes du territoire, au nord. La commune est bocagère.
Les lieux-dits sont, du nord-ouest à l'ouest, dans le sens horaire : Mont Ramé (au nord), la Rasserie, la Mare, la Chevalerie (à l'est), les Juellières, la Savarière, la Beaujardière, la Plançonnière, la Hubinière (au sud), le Bourg, la Cour, la Crussonnière et la Rogerie (à l'ouest).
| Landelles-et-Coupigny                     | Le Mesnil-Robert  | Le Mesnil-Robert                            |
| Landelles-et-Coupigny, Le Mesnil-Caussois | du Mesnil-Benoist | Coulonces (par un angle), Mesnil-Clinchamps |
| Le Mesnil-Caussois                        | Mesnil-Clinchamps | Mesnil-Clinchamps                           |

## Toponymie
Le toponyme est attesté sous la forme Mesnil Benedicti en 1278. L'ancien français « Mesnil », toponyme très répandu en France, à partir de Mansionem, le bas latin a créé un nouveau terme dérivé du mot latin mansionile , diminutif de mansio, demeure, habitation, maison. Devenu en français médiéval maisnil, mesnil, « maison avec terrain » . Benoist est un anthroponyme.
Le gentilé est Benoisiens.

## Histoire
La paroisse accueille en 1614 ce qui est sans doute la première confrérie du Rosaire du Bocage, ce qui lui vaut une importante renommée pendant plusieurs dizaines d'années,.

## Politique et administration
| Période                                  | Période       | Identité       | Étiquette | Qualité                |
| ---------------------------------------- | ------------- | -------------- | --------- | ---------------------- |
| Les données manquantes sont à compléter. |               |                |           |                        |
| ?                                        | 1950          | Henri Huet     |           | Agriculteur            |
| 1950                                     | mars 2001     | Julien Porquet | SE        | Agriculteur            |
| mars 2001                                | décembre 2016 | Joseph Fains   | SE        | Retraité (agriculture) |

Le conseil municipal était composé de sept membres dont le maire et deux adjoints.

## Démographie
L'évolution du nombre d'habitants est connue à travers les recensements de la population effectués dans la commune depuis 1793. À partir du 1er janvier 2009, les populations légales des communes sont publiées annuellement dans le cadre d'un recensement qui repose désormais sur une collecte d'information annuelle, concernant successivement tous les territoires communaux au cours d'une période de cinq ans. 
Pour les communes de moins de 10 000 habitants, une enquête de recensement portant sur toute la population est réalisée tous les cinq ans, les populations légales des années intermédiaires étant quant à elles estimées par interpolation ou extrapolation. Pour la commune, le premier recensement exhaustif entrant dans le cadre du nouveau dispositif a été réalisé en 2005,.
En 2021, la commune comptait 49 habitants, en évolution de +11,36 % par rapport à 2015 (Calvados : +1,58 %, France hors Mayotte : +2,49 %).
Le Mesnil-Benoist est la commune la moins peuplée de son canton. Elle a compté jusqu'à 165 habitants en 1846.
| 1793 | 1800 | 1806 | 1821 | 1831 | 1836 | 1841 | 1846 | 1851 |
| ---- | ---- | ---- | ---- | ---- | ---- | ---- | ---- | ---- |
| 163  | 119  | 163  | 147  | 128  | 130  | 142  | 165  | 143  |

| 1856 | 1861 | 1866 | 1872 | 1876 | 1881 | 1886 | 1891 | 1896 |
| ---- | ---- | ---- | ---- | ---- | ---- | ---- | ---- | ---- |
| 150  | 147  | 124  | 116  | 136  | 149  | 150  | 153  | 139  |

| 1901 | 1906 | 1911 | 1921 | 1926 | 1931 | 1936 | 1946 | 1954 |
| ---- | ---- | ---- | ---- | ---- | ---- | ---- | ---- | ---- |
| 125  | 118  | 110  | 106  | 104  | 103  | 96   | 92   | 84   |

| 1962 | 1968 | 1975 | 1982 | 1990 | 1999 | 2005 | 2010 | 2015 |
| ---- | ---- | ---- | ---- | ---- | ---- | ---- | ---- | ---- |
| 62   | 65   | 64   | 60   | 46   | 45   | 51   | 52   | 44   |

| 2018 | - | - | - | - | - | - | - | - |
| ---- | - | - | - | - | - | - | - | - |
| 51   | - | - | - | - | - | - | - | - |

## Lieux et monuments
- Église Notre-Dame (XVIe et XVIIIe siècles), abritant un retable du XVIIIe siècle (les Quinze Mystères du Rosaire) qui appartint à la Confrérie du Rosaire[10].